# El carnet amarillo

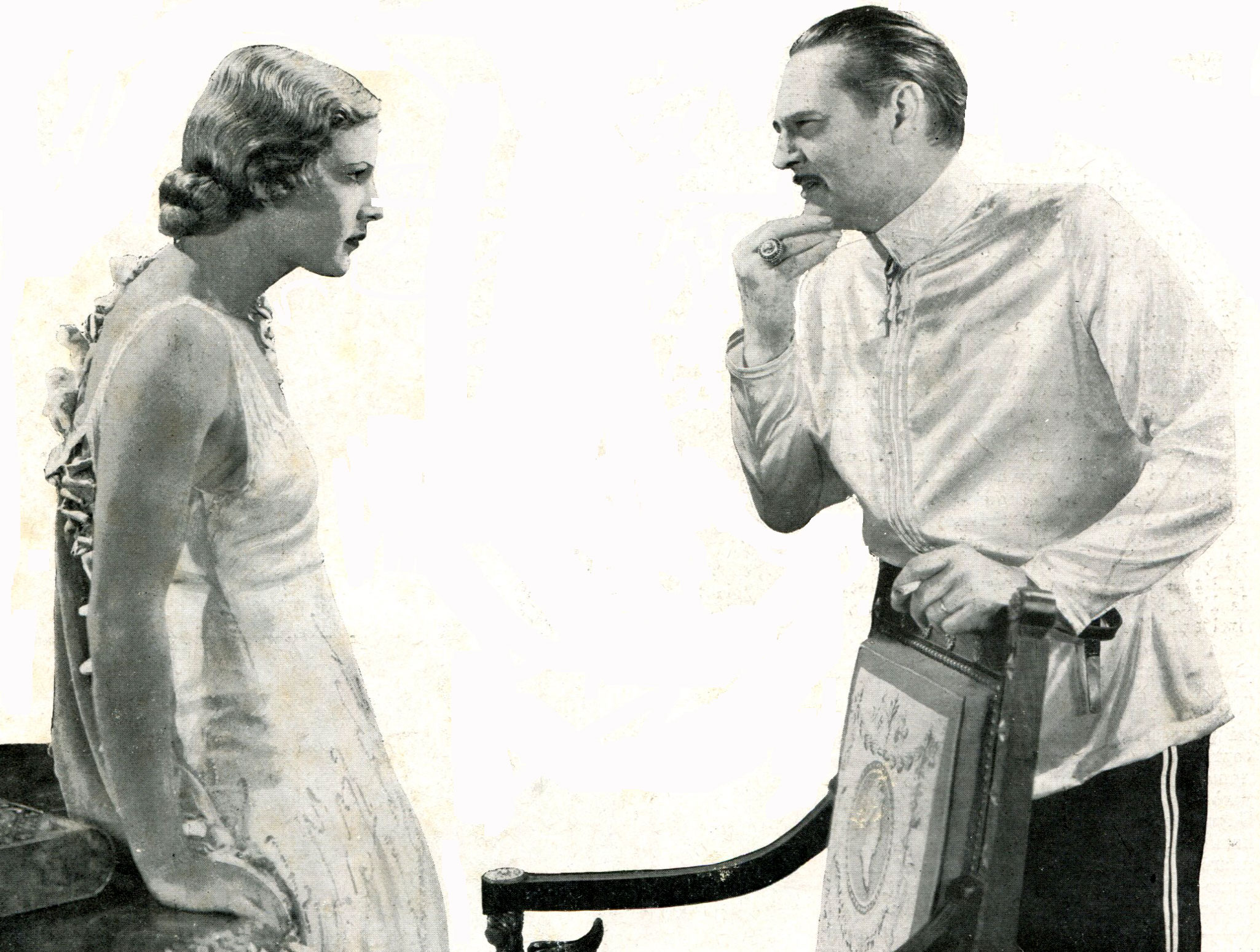
Elissa Landi y Lionel Barrymore

El carnet amarillo (en inglés, The Yellow Ticket) es una película dramática estadounidense de 1931 producida por Fox Film Corporation, dirigida por Raoul Walsh , y protagonizada por Elissa Landi, Lionel Barrymore y Laurence Olivier. Boris Karloff aparece brevemente en un pequeño papel. 
El film está basada en la obra homónima de 1914 de Michael Morton, presentada en Broadway y que fue interpreada entonces por el hermano pequeño de Lionel, John Barrymore junto a Florence Reed. Esta es la tercera adaptación de esta obra llevada a la pantalla después de las películas de 1916 y 1918. También hay una versión alemana de 1918ː Der Gelbe Schein.

## Argumento
Antes de la revolución bolchevique, en 1913, Marya Kalish, una chica pobre de origen judío, intenta llegar a San Petersburgo con la esperanza de volver a ver su padre que está moribundo. Obligada a viajar clandestinamente, obtiene un pasaporte amarillo, el mismo que las mujeres de mala vida. Cuando llega finalmente, es para enterarse de la muerte de su padre. Es entonces que conoce el barón Andrey, vigilado por la policía secreta zarista, que no esonde su interés por la joven. Marya prefiere la compañía de Julian Rolfe, un periodista británico a quien descubre las condiciones de vida atroces a las que se tiene que someter el pueblo. Andrey decide parar a Rolfe.

## Reparto
- Elissa Landi: Marya Kalish
- Lionel Barrymore: Barón Igor Andrey
- Laurence Olivier: Julian Rolfe
- Walter Byron: Conde Nikolai
- Frederick Burt.
- Arnold Korff: Avi Kalish
- Mischa Auer: Melchior.
- Edwin Maxwell: Agente de policía
- Rita La Roy: Fania Rubinstein
- Sarah Padden: Madre Kalish
- Boris Karloff: enfermero
- Alex Melesh: Agente de policía.